# Cuckoo (2024)

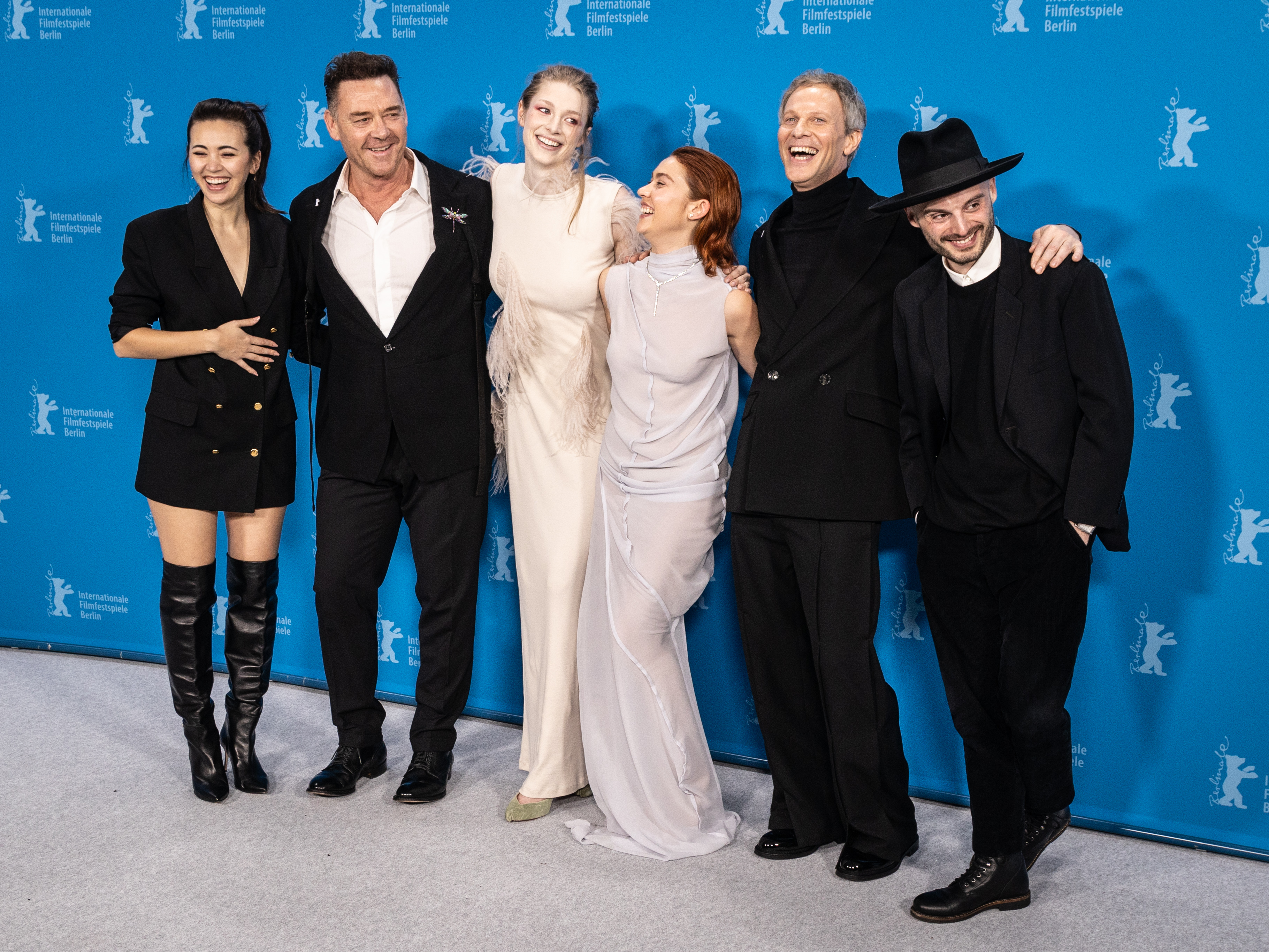
Schauspielerinnen und Regisseur auf der Berlinale 2024

Cuckoo ist ein deutscher Spielfilm von Tilman Singer aus dem Jahr 2024. Die Uraufführung des Horrorfilms fand im Februar im Rahmen der 74. Berlinale statt.

## Handlung
Die 17-jährige Gretchen verlässt widerwillig ihr amerikanisches Zuhause, um mit ihrem Vater und seiner neuen Familie in ein Ferienresort in den deutschen Alpen zu ziehen, wo der Vater einen Erweiterungsbau projektieren soll. Gretchen ist noch vom kürzlichen Tod ihrer Mutter bekümmert und hört öfters den heimischen Anrufbeantworter ab, was ihre einzige Möglichkeit ist, die Stimme ihrer Mutter hören zu können. Sie fühlt sich weder zu der neuen Freundin ihres Vaters, noch zu deren 7-jähriger stummen Tochter Alma sonderlich hingezogen. 
Im Resort angekommen werden sie von Herrn König, dem Chef ihres Vaters, begrüßt, der ein obskures Interesse an Gretchens Halbschwester Alma zeigt. Lange hatte Gretchen jedoch nicht vor zu bleiben. Sie hofft mit einem Job an der Rezeption genug zu verdienen, um sich mit dem Ersparten die Rückreise nach Amerika leisten zu können, zumal ihr Vater sie für die Anfälle ihrer Schwester verantwortlich macht. Nach und nach muss Gretchen aber feststellen, dass es in dem beschaulichen Ferienort nicht mit rechten Dingen zugeht. Sie wird von unheimlichen Geräuschen und blutigen Visionen geplagt.
Herr König ist überzeugter Artenschützer und möchte einer menschenähnlichen Gattung, die ihre Eier von menschlichen Frauen ausbrüten lässt, eine Überlebenschance geben, weshalb er sie züchten möchte. Es stellt sich heraus, dass Gretchens Schwester kein Mensch ist. Ein entlassener Polizist, dessen Frau bei einer Befruchtung gestorben ist, möchte die Gattung ausrotten und daher auch Gretchens Schwester töten. Herr König möchte indes Gretchen, deren Befruchtung missglückte, töten. Letztlich gelingt es Gretchen, sich und ihre Schwester aus dem Krankenhaus, in dem sich der Kampf zwischen dem Polizisten und Herrn König abspielt, zu retten. Die Kontrahenten erschießen sich beide.

## Hintergrund
Cuckoo ist der zweite Spielfilm des deutschen Regisseurs und Drehbuchautors Tilman Singer nach dessen preisgekröntem Horrorfilm Luz (2018). Produziert wurde er vom deutschen Unternehmen Fiction Park und Waypoint Entertainment aus den USA. Die Hauptrollen in dem Film übernahmen Hunter Schafer, Dan Stevens, Jessica Henwick, Marton Csókás und Jan Bluthardt. Letztgenannten Darsteller hatte Singer bereits in Luz eingesetzt. Auch arbeitete der Filmemacher erneut mit Kameramann Paul Faltz zusammen. Den Schnitt übernahm Philipp Thomas, während Simon Waskow die Filmmusik komponierte.
Ursprünglich sollten die Dreharbeiten bereits 2020 beginnen. Verzögerungen ergaben sich zunächst durch die COVID-19-Pandemie, danach war Hauptdarstellerin Hunter Schafer aufgrund ihrer Verpflichtungen bei Euphoria nicht verfügbar, und schließlich mussten 2022 neue Drehorte gesucht werden, weil die ursprünglich geplanten Gebäude mittlerweile als Unterkunft für ukrainische Flüchtlinge genutzt wurden. Aufgrund des veränderten Drehplans musste auch für den Antagonisten „Herr König“, der eigentlich mit John Malkovich besetzt war, ein neuer Darsteller gefunden werden.
Die Dreharbeiten fanden von Mai bis Juni 2022 in Nordrhein-Westfalen statt. Während Luz auf 16-mm-Film entstand, wurde für Cuckoo das übliche 35-mm-Filmformat verwendet.

## Veröffentlichung
Die Weltpremiere von Cuckoo erfolgte am 16. Februar 2024 im Rahmen der Internationalen Filmfestspiele Berlin. Dort wurde das Werk in die Sektion Berlinale Special Gala aufgenommen. In Deutschland erfolgte der Kinostart am 29. August 2024 und in den USA am 9. August 2024.

## Rezeption
Die Reaktionen auf Cuckoo fielen unterschiedlich aus.
Filmjournalist Dieter Oßwald urteilt im Doppelpunkt (Nürnberg): „Mit sichtlichem Vergnügen und eleganter Lässigkeit schüttet Tilman Singer sein Fantasy-Füllhorn schrecklicher Sequenzen aus.“ Das Kulturmagazin Szene Hamburg zeigt sich von Hunter Schafers schauspielerischen Leistung beeindruckt und bewertet Cuckoo als „Haarsträubendes Märchen, das Spaß macht“.
Adam Solomons von IndieWire schrieb: „Das größte Verbrechen von Cuckoo ist, dass er sich nicht in ein B-Movie verwandelt, was er gut hätte sein können. Die Darbietungen - vor allem die von Stevens - sind albern und aufrichtig, und die Action ist kompetent genug, dass Cuckoo als reiner Pulp hätte funktionieren können. Aber dieser Film nimmt sich selbst zu ernst, macht sich dabei aber auch über seine eigene Albernheit lustig, was eine fatale Kombination ist.“
Tim Robey vom The Daily Telegraph bewertete den Film mit zwei von fünf Punkten und bemängelt die fehlende Entschlossenheit von Autor und Regisseur Singer, dem Film eine eindeutigere ernste oder humoristische Richtung zu geben.
Robert Daniels von RogerEbert.com lobte die Präsenz und das Zusammenspiel der beiden Gegenspieler Schafer und Stevens. „Jede Entscheidung, die Stevens als Herr König trifft, ist sowohl eine Verhöhnung als auch eine Bedrohung, gleichermaßen urkomisch und sadistisch.“ Ebenso lobt er Schafer, die Verletzlichkeit und unbändigen Überlebensinstinkt Gretchens ideal ausbalanciert verkörpert.
Für Serena Seghedoni ist Cuckoo weder ein Horrorfilm noch ein Psychothriller. Es ist eher ein Film über Geschwisterliebe und darüber, wie die Suche nach der eigenen Familie einem helfen kann, zu dem Menschen zu werden, der man sein möchte, und letztendlich all das Grauen in seinem Leben zu überwinden. In ihrer Kritik zur Berlinale-Premiere hebt sie die schauspielerische Leistung Hunter Schafers als „phänomenal“ hervor, die ihrer Hauptfigur eine überzeugende Persönlichkeit verleiht, und der mit Dan Stevens ein hervorragender Antagonist gegenübersteht.
Die Deutsche Film- und Medienbewertung vergab Cuckoo das Prädikat besonders wertvoll, sie lobt Hunter Schafer für die Tiefe, die sie ihrer Rolle in der Coming-of-Age-Geschichte verleiht und wertet den Film als „großartige[n] Beweis für mutiges, junges deutsches Genrekino“.
Auf dem englischsprachigen Filmportal Rotten Tomatoes wurde Cuckoo positiv aufgenommen und erreichte eine Nutzerwertung von 77 % von 36 Rezensenten.

## Auszeichnungen
Die Jury der Deutschen Film- und Medienbewertung (FBW) hat den Film mit dem Prädikat "besonders wertvoll" ausgezeichnet.